# Eugène Giraud
Pour les articles homonymes, voir Pierre Giraud et Giraud.
Pierre François Eugène Giraud dit aussi Eugène Giraud, né le 9 août 1806 à Paris où il est mort le 29 décembre 1881, est un peintre et graveur français. Son œuvre la plus connue est le portrait peint de l'écrivain Gustave Flaubert.

## Biographie
Pierre François Eugène Giraud naît le 9 août 1806 dans une famille modeste dans l'ancien 11e arrondissement de Paris. Il montre très vite des dispositions pour le dessin et étudie la peinture dans l’atelier de Louis Hersent, puis la gravure, dans celui de Joseph Richomme. Il fréquente de 1821 à 1826 l’École des Beaux-arts et en sort après avoir obtenu le Prix de Rome de gravure en 1826.
Il est principalement un peintre de scènes de genre et de portraits. Il expose aux Salons de peinture de 1831 à 1882, où il remporte de grands succès (médaille de la troisième classe en 1833 et de deuxième classe en 1863). Il reçoit la Légion d’honneur en 1851. Il est promu au grade d'officier en 1866.
Son frère cadet, le peintre Sébastien Charles Giraud, fut son élève, tout comme son fils, le peintre Victor Giraud ainsi que le peintre Eugène d'Argence et le graveur Adolphe Pierre Riffaut.

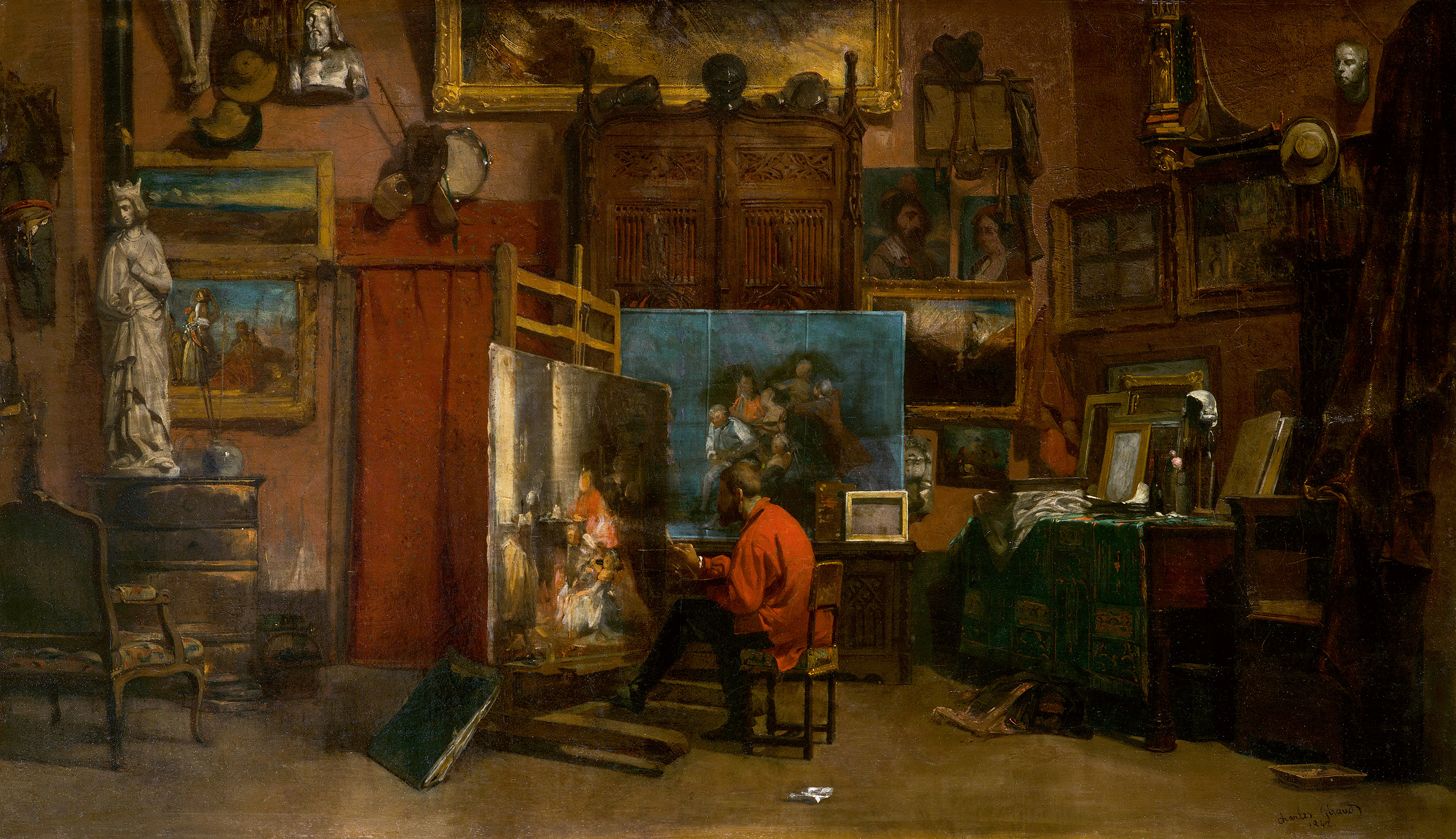
Eugène Giraud dans son atelier, 1842, peint par son frère Sébastien Charles Giraud

Il expose pour la première fois, au Salon de 1831, trois paysages peints et trois dessins, dont deux portraits. La présentation au Salon de 1839 du diptyque La Permission de dix heures est un tournant dans sa carrière.
Giraud voyage en Espagne en juillet 1846 avec son ami Adolphe Desbarolles, où il retrouve Alexandre Dumas, Louis Boulanger, Auguste Maquet et Dumas fils à Madrid en octobre. Tous ensemble ils poursuivent l’excursion, de novembre à début janvier 1847 en Afrique du Nord, en poussant leur périple jusqu’à Tunis. Eugène Giraud rapporte de son voyage de plus de six mois des impressions durables et un carnet de croquis où il puise son inspiration dans la suite de sa carrière.
Eugène Giraud meurt dans le 17e arrondissement de Paris le 29 décembre 1881.

## Voyage en Orient
En voyageant en Orient, Eugène Giraud découvre une culture encore plus éloignée que celle rencontrée en Espagne. Il rapporte de son voyage de plus de six mois des impressions durables et un carnet de croquis où il puise son inspiration pour ses œuvres à venir. Les dessins tout comme les souvenirs de son expérience vécue alimentent son œuvre hispanique mais aussi orientale, dans des tableaux qu’il présente aux Salons entre 1850 et 1869.
La rêverie sur les mondes lointains ou récemment découverts est une composante essentielle du romantisme. Désireux de renouveler leurs modèles et leurs sources d’inspiration, les artistes et les écrivais romantiques sont séduits par la puissance de dépaysement d’un Orient dans lequel ils puisent avant tous des thèmes nouveaux : la cruauté du tyran du désert ou de la chasse, le sensualité et l’opulence des femmes des harems, le pittoresque des scènes de rue aux foules grouillantes et colorées. Ils y trouvent aussi l’occasion de peindre, avec des couleurs plus vives et plus éclatantes, des effets de lumière plus intenses, comme c’est le cas pour Giraud qui emploie une palette vive. 
Le voyage est bien connu grâce à plusieurs récits, le plus célèbre étant celui de Dumas : Impressions de voyage : De Paris à Cadix (1848) et Le Véloce (1848-1851). Cependant, la description la plus riche sur la personnalité du peintre est celle d’Adolphe Desbarolles, Les deux artistes en Espagne, publié pour la première fois en 1862

## Œuvres dans les collections publiques
- Avignon, Musée Calvet : Odalisque rouge, vers 1830, huile sur toile [3]
- Besançon, musée des beaux-arts et d'archéologie : Balzac sur son lit de mort, 18 août 1850, fusain, sanguine, craie blanche et pastels sur papier
- Caen, musée des beaux-arts : Portrait de l'acteur Étienne Mélingue, dans le rôle de Salvator Rosa, 1855, pastel[4]
- Compiègne, musée national du château de Compiègne : Orientale[5] ; Portrait de la princesse Mathilde Napoléon[6] ; Portrait de Claudius Popelin[7]
- Dijon, musée Magnin : Une vieille Vénitienne[8] ;
- Paris, Bibliothèque nationale de France : Caricature de Jules-Émile Saintin, entre 1865 et 1870, aquarelle
- Paris, musée Carnavalet : Le bal de l'Opéra, 1866, huile sur toile, 172 x 125 cm[9]
- Toulon, musée d'art de Toulon : Danseuse au Caire, 1866, huile sur toile, 210 × 125 cm
- Tours, musée des beaux-arts : Femmes d'Alger, cour intérieur, huile sur toile, 190 × 140 cm
- Vendôme, musée de Vendôme : Portrait de Mademoiselle Bellet-Méhul[10]
- Versailles, château de Versailles : Portrait de Gustave Flaubert, vers 1856, huile sur toile[11]

## Galerie

Œuvres de Pierre François Eugène Giraud
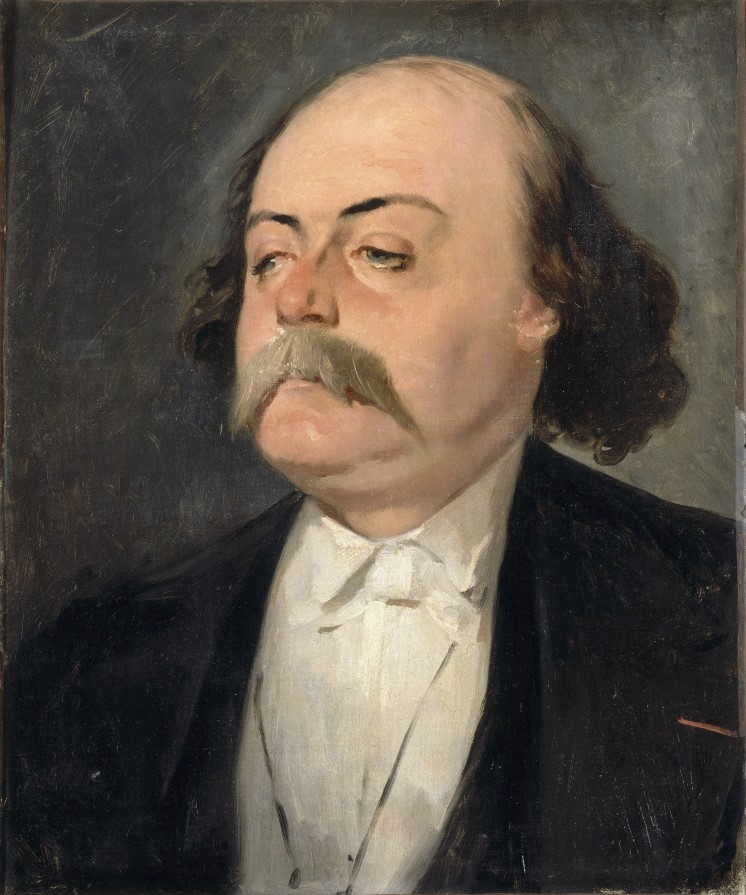
Portrait de Gustave Flaubert (vers 1856), château de Versailles.
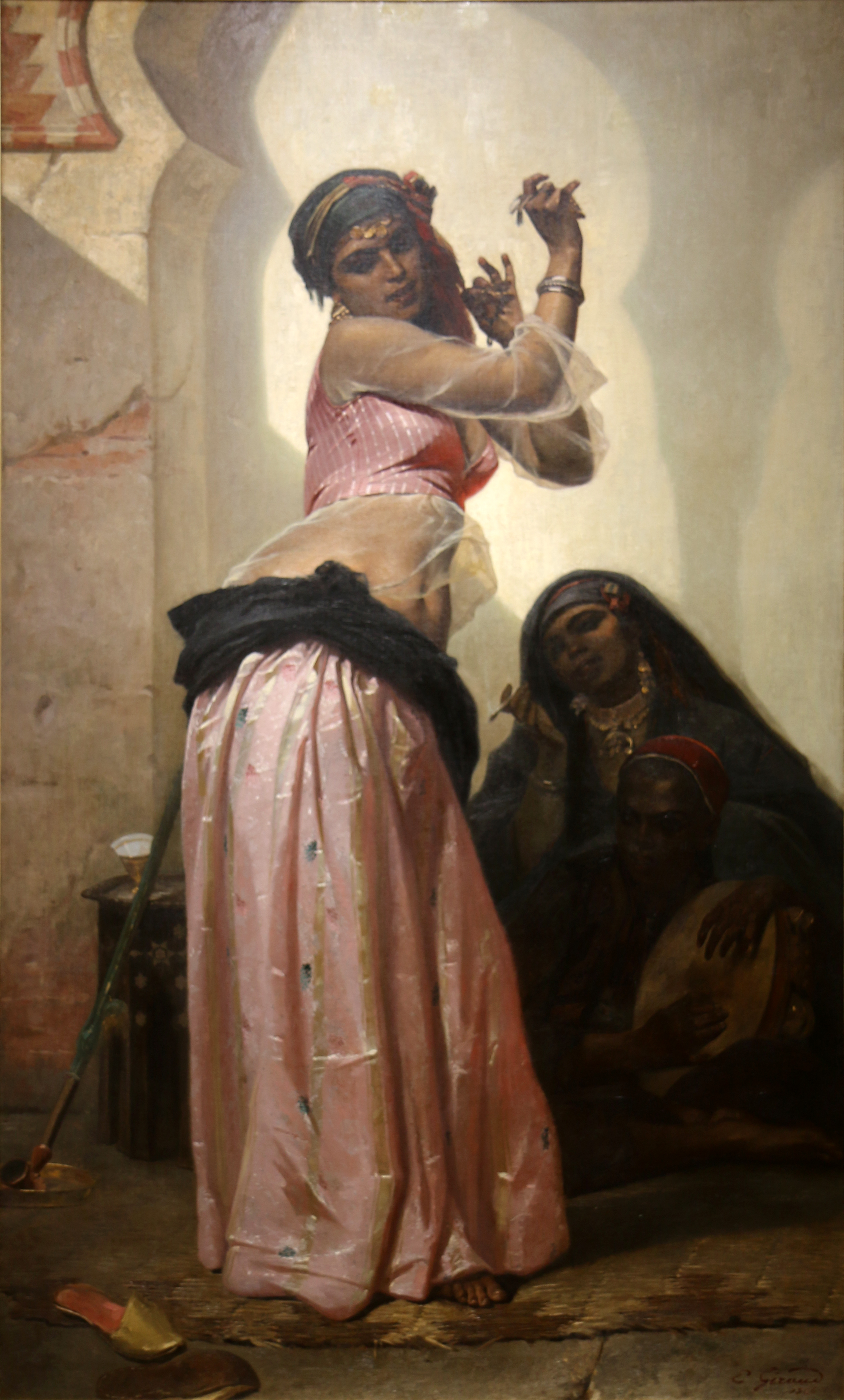
Danseuse du Caire (1866), musée d'art de Toulon.
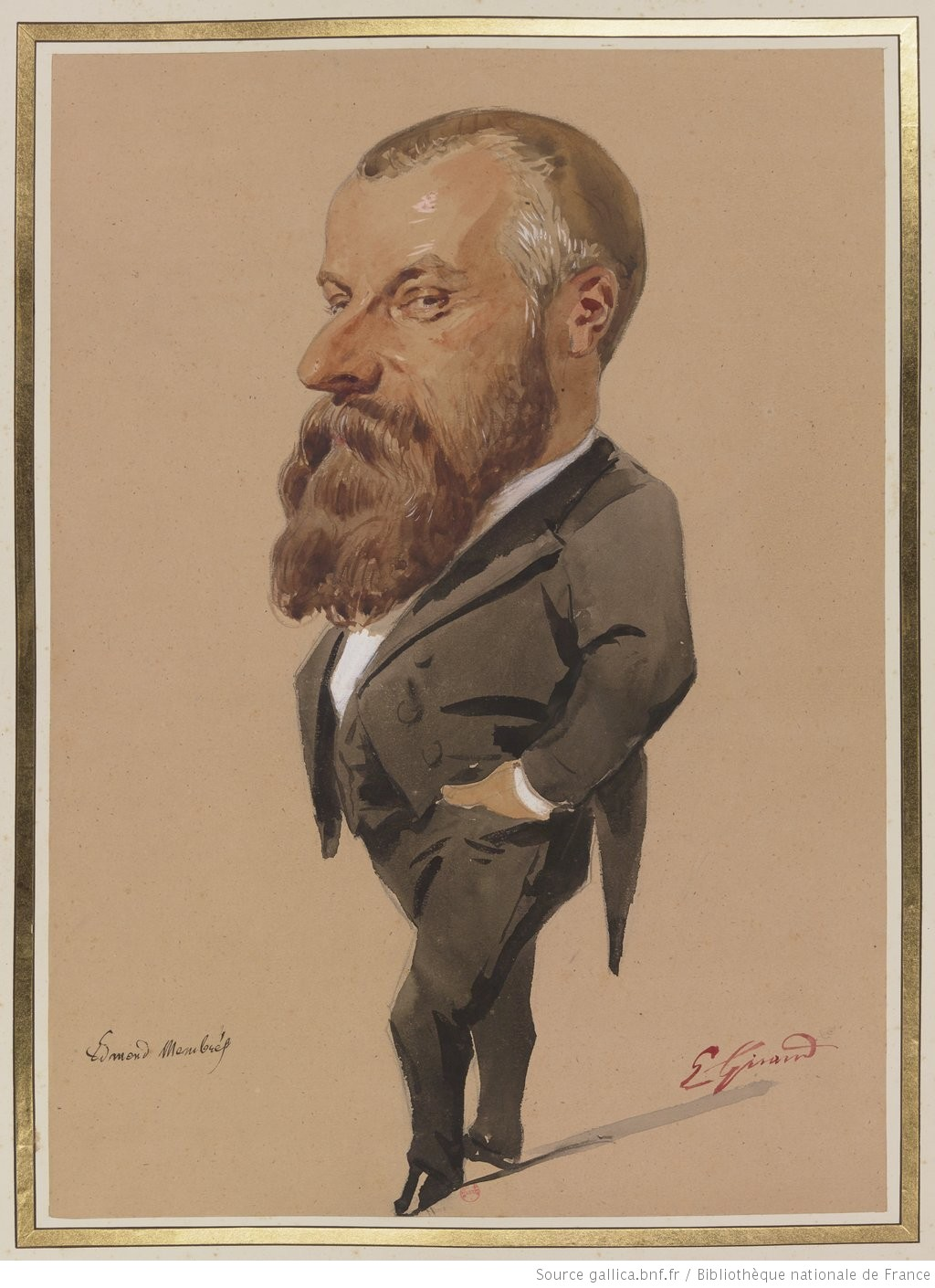
Caricature d'Edmond Membrée, BNF, vers 1870.
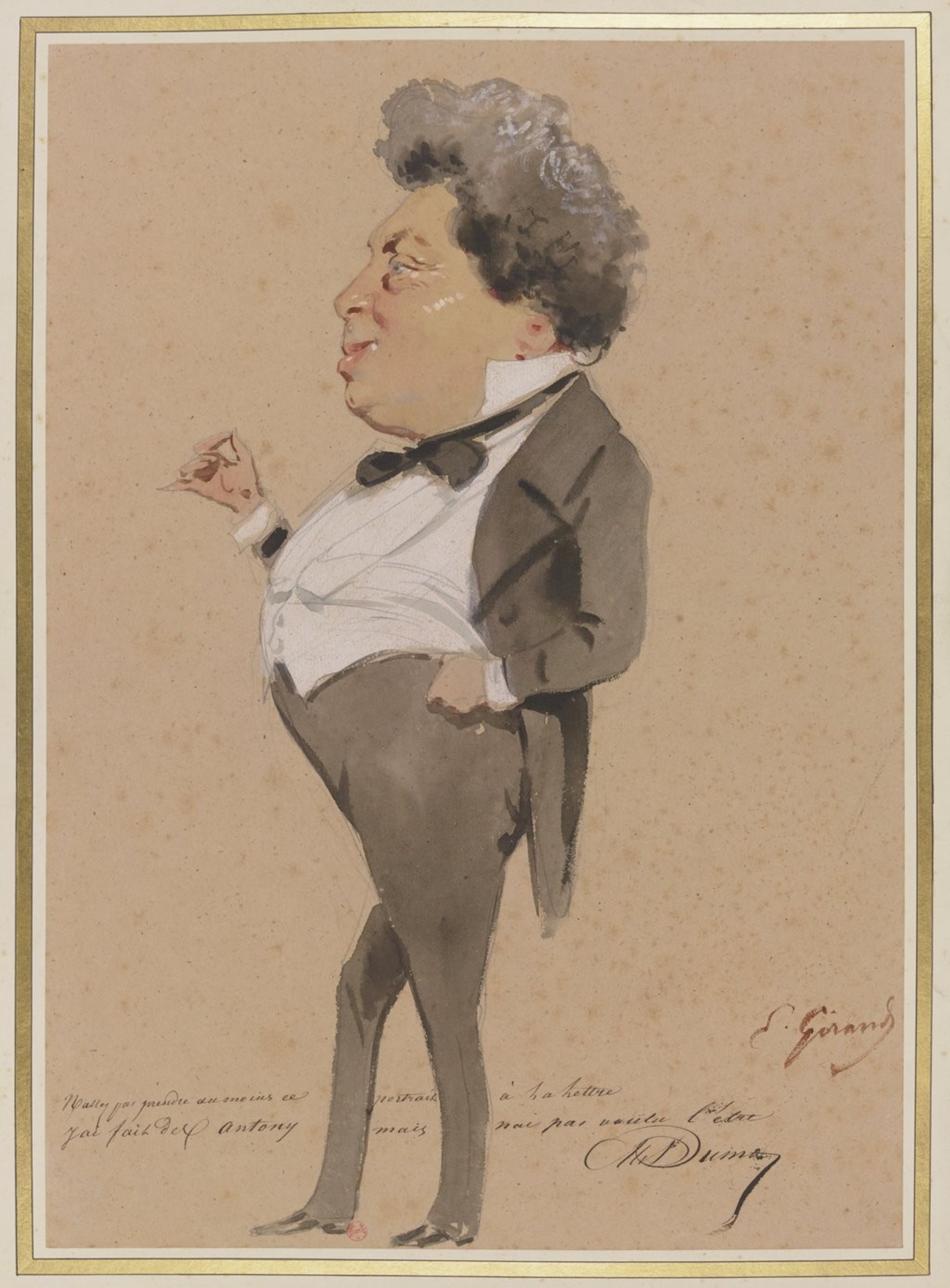
Caricature d'Alexandre Dumas.
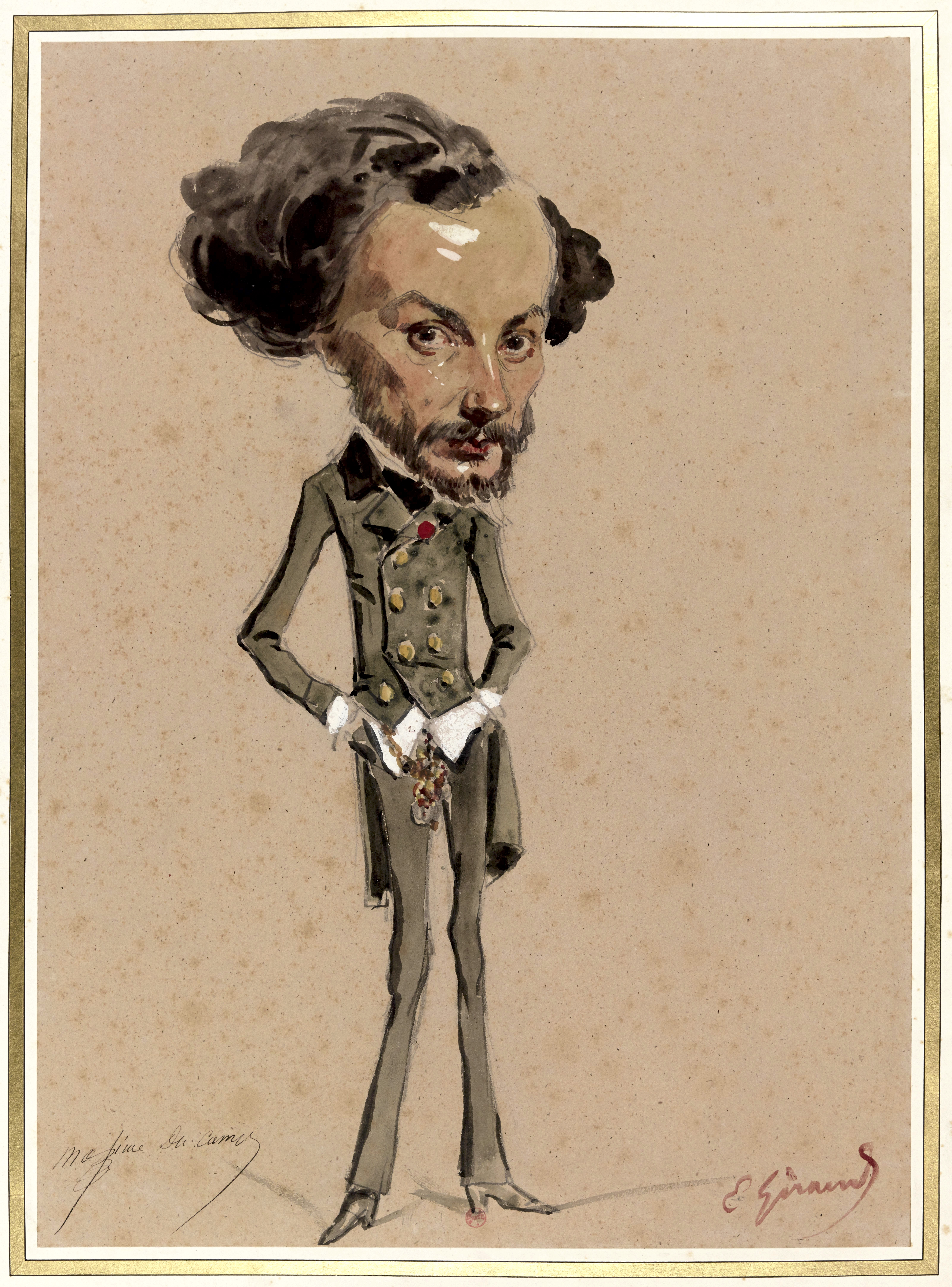
Caricature de Maxime Du Camp.
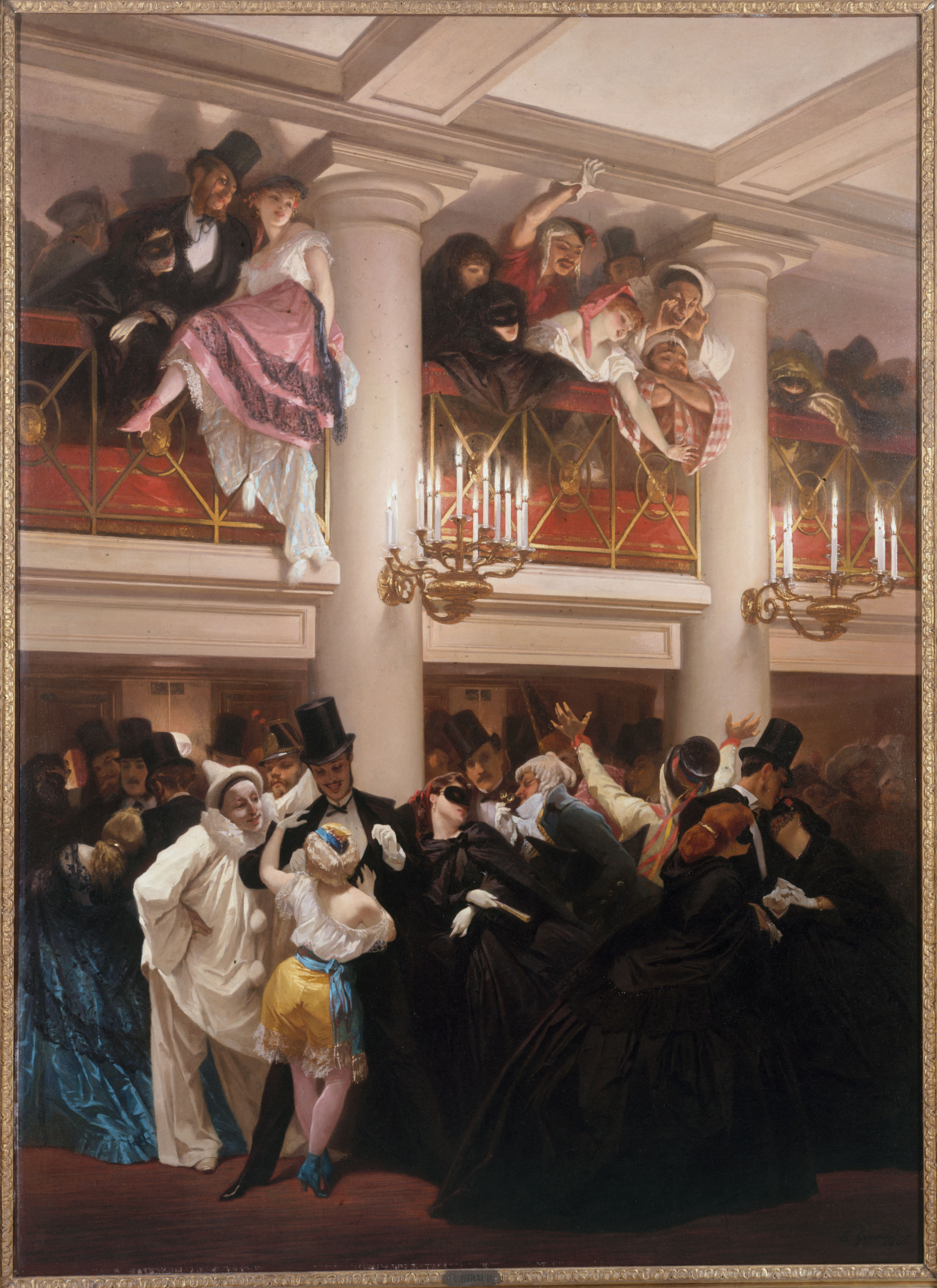
Le bal de l'opéra (1866), musée Carnavalet
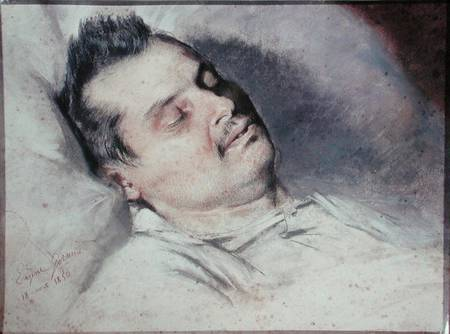
Balzac sur son lit de mort (1850), Musée des Beaux-Arts et d'Archéologie de Besançon